# 御代田町立図書館
御代田町立図書館（みよたちょうりつとしょかん）は長野県北佐久郡御代田町の町立図書館。2003年開館。

## 建物構造
- 所在地: 〒389-0207 長野県北佐久郡御代田町大字馬瀬口1901-1
- 構造 : 鉄筋コンクリート構造[1]
- 延床面積 : 745m2[1]

## 利用情報
- 開館時間
  - 午前10時から午後6時30分まで（平日）
  - 午前10時から午後5時まで（土日・祝日）
- 休館日 :毎週月曜日、毎月最終木曜日、年末年始（12月28日～1月5日）、特別整理期間